# Stefan Schicker
Stefan Schicker (ur. w Klingenthal) – niemiecki biegacz narciarski reprezentujący NRD. Największy sukces w swojej karierze osiągnął na mistrzostwach świata w Oslo. Wspólnie z Uwe Wünschem, Uwe Bellmannem i Frankiem Schröderem zdobywając brązowy medal w sztafecie 4x10 km.
W 1981 roku wystąpił na mistrzostwach świata juniorów w Schonach, gdzie zdobył brązowy medal w sztafecie, a w biegu na 15 km był ósmy.

## Osiągnięcia

### Mistrzostwa świata
| Miejsce | Dzień     | Rok  | Miejscowość | Konkurencja             | Czas biegu | Strata   | Zwycięzca       |
| ------- | --------- | ---- | ----------- | ----------------------- | ---------- | -------- | --------------- |
| 3.      | 25 lutego | 1982 | Oslo        | Sztafeta 4x10 km        | 1:56:27,6  | +2:21,8  | Norwegia · ZSRR |
| 30.     | 27 lutego | 1982 | Oslo        | 50 km stylem klasycznym | 2:32:00,9  | +13:51,9 | Thomas Wassberg |

### Mistrzostwa świata juniorów
| Miejsce | Dzień | Rok  | Miejscowość | Konkurencja             | Wynik      | Strata   | Zwycięzca       |
| ------- | ----- | ---- | ----------- | ----------------------- | ---------- | -------- | --------------- |
| 8.      | luty  | 1981 | Schonach    | 15 km stylem klasycznym | 46:06,28   | +1:22,21 | Lars-Göran Dahl |
| 3.      | luty  | 1981 | Schonach    | Sztafeta 3x10 km        | 1:28:14,63 | +34,94   | Norwegia        |